# Pour ne pas vivre seul

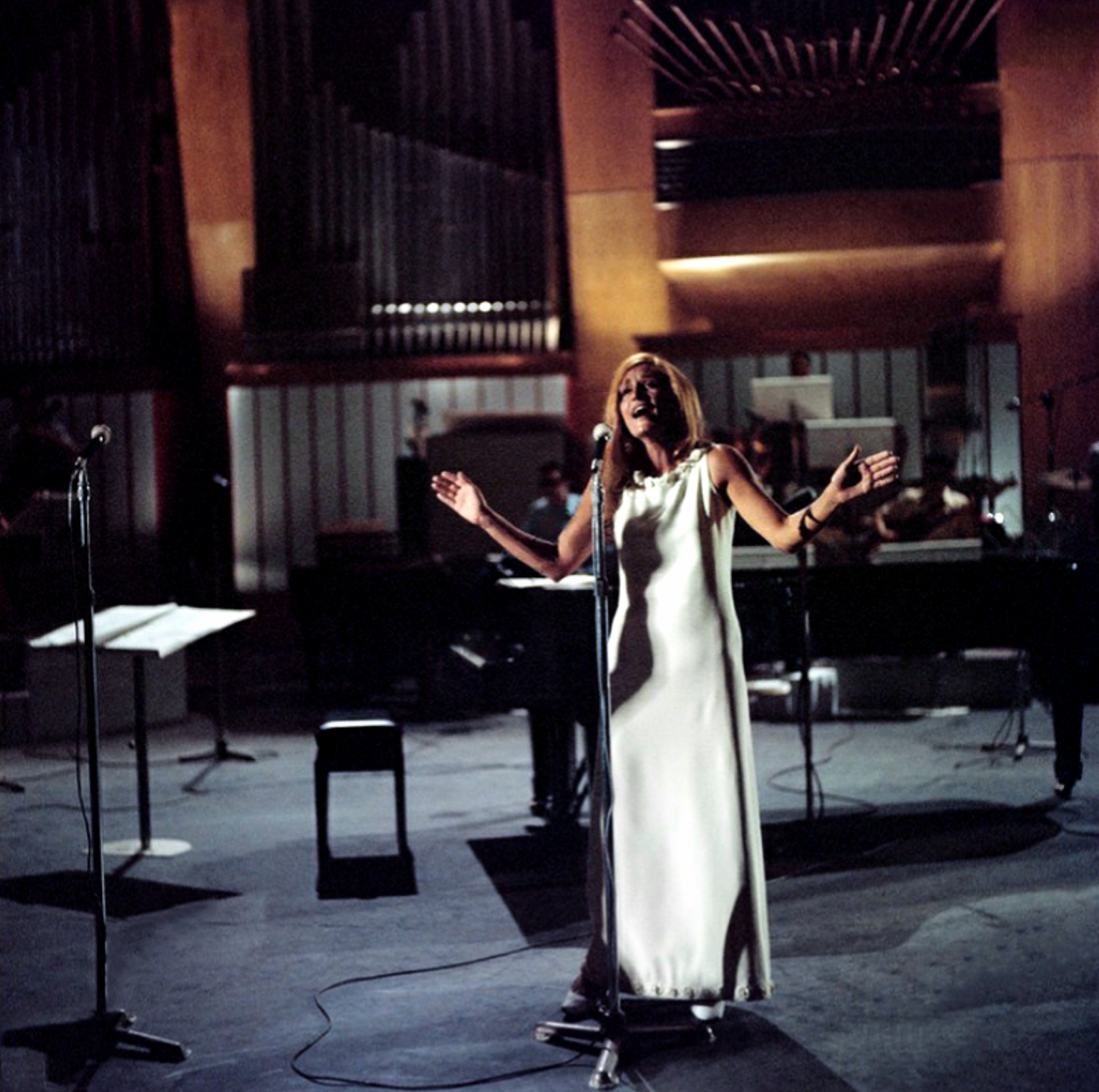
Dalida en concert en 1968.

Pour ne pas vivre seul est une chanson française écrite en 1972 par Sébastien Balasko et Daniel Faure et interprétée par Dalida.

## Reprises
- Firmine Richard (dans le film Huit Femmes de François Ozon)
- Allan Vermeer
- Christophe Willem
- Mísia (dans l’album Ruas)

## Cinéma
La chanson originale est utilisée à la fin du film Dalida (sorti en 2016), lorsque la chanteuse se suicide.

## Sources
1. ↑  « Daniel Faure - Daniel Faure », sur Daniel Faure, 16 décembre 2013 (consulté le 5 août 2020).
2. ↑  « Dalida site officiel – Pour ne pas vivre seul », sur dalida.com (consulté le 6 décembre 2017)